# Tephrosia rechingeri
Tephrosia rechingeri är en ärtväxtart som beskrevs av Syed Irtifaq Ali. Tephrosia rechingeri ingår i släktet Tephrosia och familjen ärtväxter. IUCN kategoriserar arten globalt som otillräckligt studerad. Inga underarter finns listade i Catalogue of Life.